# Liste des dirigeants actuels des Länder autrichiens
Cette page recense les actuels dirigeants des Länder autrichiens (en allemand : Liste der österreichischen Landeshauptleute). Huit d'entre eux portent le titre de Landeshauptmann (ou Landeshauptfrau pour les femmes).

## Dirigeants actuels des Länder
| Land           | Nom | Nom                  | Nom | Parti | Depuis le                                    | Gouvernement                    |
| -------------- | --- | -------------------- | --- | ----- | -------------------------------------------- | ------------------------------- |
| Basse-Autriche |     | Johanna Mikl-Leitner |     | ÖVP   | 19 avril 2017 (7 ans, 10 mois et 11 jours)   | Mikl-Leitner II (ÖVP-SPÖ-FPÖ)   |
| Burgenland     |     | Hans Peter Doskozil  |     | SPÖ   | 28 février 2019 (6 ans et 2 jours)           | Doskozil II (SPÖ)               |
| Carinthie      |     | Peter Kaiser         |     | SPÖ   | 28 mars 2013 (11 ans, 11 mois et 2 jours)    | Kaiser II (ÖVP-SPÖ)             |
| Haute-Autriche |     | Thomas Stelzer       |     | ÖVP   | 6 avril 2017 (7 ans, 10 mois et 24 jours)    | Stelzer II (ÖVP-FPÖ-SPÖ-Grünen) |
| Salzbourg      |     | Wilfried Haslauer    |     | ÖVP   | 19 juin 2013 (11 ans, 8 mois et 11 jours)    | Haslauer II (ÖVP-Grünen-NEOS)   |
| Styrie         |     | Christopher Drexler  |     | ÖVP   | 4 juillet 2022 (2 ans, 7 mois et 26 jours)   | Drexler (ÖVP-SPÖ)               |
| Tyrol          |     | Anton Mattle         |     | ÖVP   | 25 octobre 2022 (2 ans, 4 mois et 5 jours)   | Mattle (ÖVP-Grünen)             |
| Vienne         |     | Michael Ludwig       |     | SPÖ   | 24 mai 2018 (6 ans, 9 mois et 6 jours)       | Ludwig II (SPÖ-NEOS)            |
| Vorarlberg     |     | Markus Wallner       |     | ÖVP   | 7 décembre 2011 (13 ans, 2 mois et 23 jours) | Wallner III (ÖVP-Grünen)        |